# 哥班·古亞班洛夫
古班·奧士文·古亞班洛夫（英語：Qurban Osman Qurbanov，1972年3月13日—），是一名阿塞拜疆足球运动员，司职前鋒。

## 生涯
他在Dashgyn Zagataly開始自己的職業生涯，至今已效力了Alazani Gurdzhaani，Mertskhali Makharadze，PFK Turan Tovuz，巴庫尼菲治、迪納摩斯塔夫羅波爾戴拿模、巴爾迪卡和法克爾。最後他效力英基巴庫。在1996-97賽季，古亞班洛夫是阿塞拜疆超級聯賽球隊巴庫尼菲治的頭號射手，整季攻入25個聯賽入球。在2003年，他更當選為阿塞拜疆年度最佳球員。

### 國際賽
他為國家隊出戰的首場比賽是在1992年9月17日，2006年1月，他在國際賽上陣65場，取得了12球，成為阿塞拜疆國家隊入球最多的球員。

## 領隊生涯
當他在英基巴庫結束了職業生涯後，他成為球隊的體育主管。然而，在2006年夏天，他被任命為巴庫尼菲治的主教練。從2008/08賽季起，他擔任卡拉巴克的領隊。

## 榮譽
- 阿塞拜疆年度最佳球員: 2003
- 阿塞拜疆盃: 2008/2009

## 連結
- AzeriFootball